# تود سكوت
تود سكوت (بالإنجليزية: Todd Scott)‏ هو لاعب كرة قدم أمريكية أمريكي، ولد في 23 يناير 1968 في غالفستون في الولايات المتحدة.

## وصلات خارجية
- تود سكوت على موقع مرجع كرة القدم المحترفة.كوم (الإنجليزية)